# اولوونیتسه
اولوونیتسه (به چکی: Olovnice) یک منطقهٔ مسکونی در جمهوری چک است که در ناحیه میلنیک واقع شده‌است. اولوونیتسه ۵٫۸۷ کیلومتر مربع مساحت و ۵۰۷ نفر جمعیت دارد و ۱۹۳ متر بالاتر از سطح دریا واقع شده‌است.